# 世紀帝國II：失落的帝國
《世紀帝國II：失落的帝國》是1999年即時戰略遊戲《世紀帝國II：帝王世紀》的第二個擴充資料片，距第一個擴充資料片《世紀帝國II：征服者入侵》已超過十年。此資料片由非官方模組《Forgotten Empires》發展而來。。現由「Forgotten Empires」團隊持續開發，溫哥華的Skybox Labs提供支援。《失落的帝國》中引入五個新文明，分別為：義大利人、印度人、斯拉夫人、馬札爾人、印加人、七場新戰役、新單位、新科技、新遊戲模式及新地圖，並改善了人工智能和遊戲細節。開發團隊並於2015年秋季推出第三個官方擴充資料片─《非洲王國》（The African Kingdoms），於2016年年底推出第四個官方擴充資料片─《王者崛起》。

## 遊戲玩法

### 科技
市集中的製圖學免費研發，所有的種族在城堡時代新增專屬的文明特殊科技。

### 新要素
《失落的帝國》透過Steam支援於多人連線遊戲，引入了「旁觀者」模式，使其他玩家得以觀看即時戰況，且允許直接串流遊戲實況至Twitch.tv。
本作中新增了5個文明，相關資訊以最新版本以及遊戲內翻譯為主。
| 原名     | 文明     | 建築風格 | 文明定位           | 特色兵种                       | 城堡時代特色科技     | 帝王時代特色科技 | 世界奇观原型                                        |
| -------- | -------- | -------- | ------------------ | ------------------------------ | -------------------- | ---------------- | --------------------------------------------------- |
| Incas    | 印加人   | 中美洲   | 步兵民族           | 槍隊長、投石手                 | 安地斯彈弓           | 織物盾           | 馬丘比丘古神廟                                      |
| Indians  | 印度人   | 南亞     | 駱駝騎兵與火器民族 | 象弓騎兵、帝王駱駝騎兵、古拉姆 | 蘇丹(舊)；大幹道(新) | 印度火銃         | 比賈布爾的果爾·古姆巴斯陵(舊)布里哈迪希瓦拉神廟(新) |
| Italians | 義大利人 | 地中海   | 弓兵與海軍民族     | 熱那亞弩手、傭兵               | 巨盾                 | 絲綢之路         | 熱那亞大教堂                                        |
| Magyars  | 馬札爾人 | 東歐     | 騎兵民族           | 馬札爾驃騎                     | 科維尼安軍隊         | 反曲弓           | 匈雅提城堡                                          |
| Slavs    | 斯拉夫人 | 東歐     | 步兵與攻城武器民族 | 貴族鐵騎                       | 羅斯堡壘             | 王家侍從         | 基日島木板教堂                                      |

#### 戰役
- 亞拉里克

(394至413年)
公元 4 世紀那場匈人入侵造成的創傷，徹底改變了西哥德人的命運。
他們被迫逃離戰火紛飛的故土，終其一生都在尋找一方土地，重建家園。
他們的領袖，阿拉里克，能為他的子民在破敗的羅馬帝國疆域上打下自己的江山嗎？
在這個戰役中，您將使用哥德人。
- 德古拉

(1448至1477年)
15 世紀中期抵禦鄂圖曼帝國大軍的歷史，鑄造了這位瓦拉幾亞統治者極其傳奇的一生。
憑借殘忍的計謀與敏銳的頭腦，他成為東歐最令人望而生畏的領袖，但他們又豈會滿足於抵抗土耳其侵略者？
在這個戰役中，您將使用土耳其人，馬札爾人和斯拉夫人。
- 巴里

(871至1071年)
羅馬滅亡的四百年之後，義大利仍處於戰亂中心。
作為南部的主要海港城，巴里是拜占庭人、倫巴底人，諾曼人和穆斯林的兵家必爭之地。
透過一戶拜占庭家庭的視角親身經歷戰亂，從率領一小支軍隊到聲名顯赫，保護羅馬帝國的最後的遺產吧！
在這個戰役中，您將使用拜占庭人。
- 斯福爾扎

(1427至1450年)
軟弱的義大利親王為了不髒雙手，僱傭了許多傭兵，斯福爾札就是其中一員。
他為出價最高的僱主提供軍隊支援，同時也在期許暴富的機遇。他能滿足自己的野心，還是會半途遭受背叛呢？
在這個戰役中，您將使用義大利人。
- 黃金國 (已於2019年發售之決定版移除)

1541年
加入弗朗西斯科‧德‧奧雷利亞納和貢薩洛‧皮薩羅的探險隊
在廣裘的亞馬遜熱帶雨林尋找那深藏著傳說中失落的黃金之國，
他們在亞馬遜河流域的探索會給他們帶來永世的財富，
還是終身的遺憾呢?
在這戰役中您將扮演西班牙人，印加人。
- 布里陀毗羅闍 (原為印度人戰役，於DLC印度王朝中變更為瞿折羅人)

(1180至1192年)
年輕的布里陀毗羅闍王聰慧，強大，廣受子民愛戴。可他卻愛上了敵人的女兒？他的這份愛戀能否幫他抵禦印度的侵略呢？
在這個戰役中，您將使用瞿折羅人。
失落的帝國戰役 (於2019年發售之決定版中合併入歷史戰役項目中)
「舊版本戰役簡介:
歷史的灰塵淹沒了眾多曾哪吒風雲明震寰宇的英雄將領。
在他們生前的時代，他們曾在戰場上指揮千軍萬馬，攻無不克戰無不勝，
令對手聞風喪膽，在這章戰役裡讓我們重溫獅心王理查，源賴朝，
奧斯曼.加齊和霍斯勞等英雄人物，成就一代偉業的光輝歷史。」
- 布哈拉反擊戰 (557年)

數十年來，白匈人以突襲和要求無理的進貢折磨波斯。新上任的沙阿王霍斯勞試圖擺脫匈人的枷鎖並恢復薩珊王朝昔日的光輝。他偉大的戰象以及薩瓦蘭重騎兵是否能匹敵游牧騎兵呢？在這個劇本中，您將扮演波斯人。
- 雙池城記（648年）

自遠古以來，猶加敦半島就被兩大城邦控制著：提卡爾和卡拉克穆爾。一個新的競爭者，雙池城人，現在致力於打破兩個對手的霸權。掌控這個年輕的都城，並致力成為新一代霸權。在這個劇本中，您將扮演馬雅人。
- 約克城（865年）

英格蘭人認為維京人的侵略將隨著朗納爾·洛德布羅克消逝。愚蠢! 在朗納爾家族的統治下，維京人的長船持續地航向英格蘭，但他們現在不僅僅滿足於襲擊而是征服。在不列顛群島上釋放異教徒大軍的憤怒! 在這個劇本中，您將扮演維京人。
- 征服家園（895年）

襲擊部落以向歐洲西方推進，馬札爾人來到了豐富的潘諾尼亞平原。 在這裡，他們將會為他們的馬匹找到放牧場，並最終為匈牙利人建立新的家園。在這個劇本中，您將扮演馬札爾人。
- 俱利伽羅之戰（1183年）

平氏已迫使合法統治者退位，並透過傀儡來統治日本。當平氏威脅到在俱利伽羅的源氏要塞時，源賴朝努力不懈地舉起自己的旗幟解除包圍。帶領他的部隊在戰場上取得勝利，並與平氏這個偽王在京都搏鬥。在這個劇本中，您將扮演日本人。
- 賽普勒斯島之戰（1191年）

第三次十字軍東征正在進行！獅心王理查，英格蘭國王，決定乘船前往聖地，但是一場暴風雨將他的船隊打散在賽普勒斯島沿岸附近。 在這個劇本中，您將扮演不列顛人。
- 兵臨巴菲烏斯（1302年）

曾經讓人一度恐懼的魯姆蘇丹國正在迅速殞落，這使安納托利亞變得破碎且脆弱。碎骨者奧斯曼，一個意志堅定的領導者，志在再次團結土耳其人，並組成強大實力的帝國來挑戰精明的拜占庭人。 在這個劇本中，您將扮演土耳其人。
- 鄱陽湖之戰（1363年）(關卡內容即為失落帝國版本之"狼山江之戰")

隨著蒙古元朝失去它對中國的掌控，強大的漢軍以及明軍兩派正在爭奪下個王朝的所有權。推動明朝的霸權並自任天命！在這個劇本中，您將扮演中國人。
- 開城－(936年)－高麗太祖 文明:韓國  2014年9/16於STEAM工作坊發佈，11/22官方透露為第9個失落帝國戰役-->此戰役需額外下載。未收錄於決定版中。

## 外部連結
- 官方網站 （页面存档备份，存于）
- Steampowered.com （页面存档备份，存于）
- Forgotten Empires （页面存档备份，存于）